# Wyspiarscy faryzeusze
Wyspiarscy faryzeusze (ang. The Island Pharisees) – powieść z 1904, pierwsze opublikowane dzieło Johna Galsworthy'ego pod własnym nazwiskiem (wcześniej publikował pod pseudonimem John Sinjohn – dosł. John, syn Johna).
Dzieło przed publikacją zostało poddane przez autora wyjątkowo dużej liczbie przeróbek i poprawek, w większości z inicjatywy Edwarda Garnetta, męża znajomej tłumaczki, Constance Garnett. Pierwotnie narratorem w powieści miał być Francuz Ferrand, odpowiednik współczesnego sowizdrzała, filozoficznie usposobiony włóczęga z wybujałym temperamentem. Garnett przekonał Galsworthy'ego, że narrator winien pochodzić ze środowiska mieszczańskiego lub ziemiańskiego, opisywanego w powieści. Powyższe spowodowało głębokie zmiany w treści, praktycznie napisanie dzieła od nowa i pochłonęło aż trzy lata. Narratorem został Shelton, reprezentant wyższych kręgów angielskiego mieszczaństwa, podróżujący po kraju i poznający ludzi różnych stanów i zawodów. Dostrzega on nędzę niższych klas społecznych i formułuje akcenty krytyki społecznej. Kocha się w Antonii Dennant, córce zamożnych ziemian, pochodzącej z kultywującej tradycję rodziny. Wszelkie zaburzenia tradycji są dla tych ludzi elementem zagrożenia, w związku z czym losy miłości tej pary narażone zostają na różne zawirowania. Nieporozumienia i różnice nieuchronnie prowadzą do rozstania. Shelton zrywa nie tylko z Antonią, ale całą jej rodziną i warstwą społeczną, z której sam uprzednio wyszedł. 
W powieści autor pokazuje po raz pierwszy pełnię swojej dojrzałości artystycznej, solidne opanowanie warsztatu pisarskiego, naturalność językową oraz stylistyczną. Słabą stroną jest nieco zbyt luźna struktura dzieła, dająca czytelnikowi odczuć bieg zdarzeń jako zestaw oddzielnych incydentów. Postaci stają się pełnokrwiste i pozbawione charakterystycznej dla wcześniejszych dzieł autora sztywnosci. 